# رالف هارولد
رالف هارولد (انگلیسی: Ralf Harolde؛ ‏ ۱۷ مهٔ ۱۸۹۹ – ۱۱ نوامبر ۱۹۷۴) هنرپیشه اهل کشور ایالات متحده آمریکا بود. وی اغلب نقش گانگسترها را بازی می‌کرد.
از فیلم‌هایی که وی در آن نقش داشته‌است، می‌توان به پرستار شب، روابط ما و به‌طور کامل اشاره کرد.